# Anything for You
Anything for You (deutsch: alles für dich) ist ein Lied von Miami Sound Machine aus dem Jahr 1987, das von Gloria Estefan geschrieben und Emilio Estefan produziert wurde. Es erschien auf dem Album Let It Loose, das in Großbritannien auch Anything for You heißt.

## Geschichte
Der Text des Liedes ist als Liebeslied zu verstehen.
Die Singleveröffentlichung war am 9. März 1988, der Nummer-Eins-Erfolg in den Billboard Hot 100 ließ sich auch durch die Wiederveröffentlichung des Songs Can’t Stay Away from You, der allerdings zum Top-Ten-Hit wurde, tragen, da diese auch zeitgleich stattfand. Auf der B-Seite der Single ist eine Spanglish-Version zu finden, in der zwischen Versen und Refrain die jeweiligen Sprachen wechseln.
Auf der Kompilation Éxitos de Gloria Estefan ist ein komplett spanischsprachige Version des Songs zu finden unter dem Titel No Te Olvidaré (deutsch: Ich werde dich nie vergessen). Auch zu finden ist das Original auf den Alben Greatest Hits und The Essentials of Gloria Estefan.

## Kommerzieller Erfolg

### Chartplatzierungen
| ChartsChartplatzierungen       | Höchstplatzierung | Wochen |
| ------------------------------ | ----------------- | ------ |
| Vereinigte Staaten (Billboard) | 1 (23 Wo.)        | 23     |
| Vereinigtes Königreich (OCC)   | 10 (18 Wo.)       | 18     |

| ChartsJahrescharts (1988)      | Platzierung |
| ------------------------------ | ----------- |
| Vereinigte Staaten (Billboard) | 13          |

### Auszeichnungen für Musikverkäufe
| Land/Region               | Auszeichnungen für Musikverkäufe (Land/Region, Auszeichnung, Verkäufe) | Verkäufe |
| ------------------------- | ---------------------------------------------------------------------- | -------- |
| Vereinigte Staaten (RIAA) | Gold                                                                   | 500.000  |
| Insgesamt                 | 1× Gold ·                                                              | 500.000  |

Hauptartikel: Gloria Estefan/Auszeichnungen für Musikverkäufe

## Coverversionen
- 1990: Lea Salonga
- 2005: Nina Girado